# Monteroni di Lecce
Monteroni di Lecce är en ort och kommun i provinsen Lecce i regionen Apulien i Italien. Kommunen hade 13 923 invånare (2017).